# کاما سیور کاماندا
کاما سیور کاماندا (انگلیسی: Kama Sywor Kamanda؛ زادهٔ ۱۱ نوامبر ۱۹۵۲) شاعر، رمان‌نویس، نمایش‌نامه‌نویس، و نویسنده اهل جمهوری دموکراتیک کنگو است.

## زندگی‌نامه
کاماندا در ۱۱ نوامبر ۱۹۵۲ در لوئبو شهرستان کاسایی غربی واقع در کنگو کینشاسا دیده به جهان گشود، او با انتشار اولین آثارش تحت‌عنوان (داستان‌های شبانه آفریقا) به‌سرعت به شهرت رسید؛ آثار ادبی وی، از همان ابتدای کار، از منظر اصالت ادبی، سبکی منحصربه‌فرد داشت و قالب‌های نگارشی‌اش از سایر نویسندگان متمایز بود. سایت Babelio در بخش زندگینامهٔ نویسنده با توضیحی بجا اذعان می‌کند: «کاماندا تا حدود زیادی شهرت جهانی خویش را مدیون کتاب داستان‌های کاماندا است؛ اثری درخور همین نام، چراکه قدرت نگارش، برانگیزندگی و کیفیت ادبی این داستان‌ها، این نویسندهٔ آفریقایی را در ردهٔ نویسندگان بزرگ کلاسیک، همچون هانس کریستین اندرسون، برادران گریم، پرول و گی دو موپاسان، قرار می‌دهد.»

## نقد آثار
در کتاب (بولتن نقد کتاب فرانسه) شمارهٔ ۵۳۲ چاپ آوریل ۱۹۹۰ نقل شده‌است که: این مجموعه‌داستان‌ها دربرگیرندهٔ تنوع ادبی وسیعی است و در آن‌ها صحنه‌ها، شخصیت‌ها، حیوانات ملهم از زندگی روزمرهٔ آفریقای سیاه و همچنین محیط آن به تصویر کشیده شده‌اند. در این جهان، جادوگران، طلسم‌شدگان، شفادهندگان، نوابغ، رؤسای روستاها و مردمانی با وظایف ازپیش‌تعیین‌شده همچون کشاورزان، شکارچیان و ماهیگیران به تصویر کشیده شده‌اند. در این حکایت‌هاست که حیوان چهارنعل و تازنده، هوش و توانایی سخنوری را با خود به ارمغان می‌آورد و مسبب به‌وجودآمدن این جهان شگفت‌آور و سحرآمیز برای به‌وجدآوردن شنوندگان افسانه‌های شبانه می‌شود.
در اینجا، عنصری اساسی از افسانه‌های آفریقایی خودنمایی می‌کند: بیشتر داستان‌ها باید حاوی درسی اخلاقی باشند. کاماندا در نگارش داستان‌های خویش، خاطرات شخصی، سنت و تخیل را در هم آمیخته‌است. این کتاب صرفاً مجموعه‌ای از داستان‌ها نیست، بلکه در نوع خودش، اثری ادبی است که از تم‌های قومی و افسانه‌های محلی سرچشمه می‌گیرد. خواندن این آثار به‌قدری جذاب و دلنشین است که کاماندا نقل می‌کند: «در آن‌ها هویت نیجری- آفریقایی خود را بیان کرده‌ام و این اثر حتی دربردارندهٔ پیام مردم آفریقاست». در شمارهٔ ۵۵۳، ژانویهٔ سال ۱۹۹۲، بولتن نقد کتاب فرانسه، نویسندگان در این باره می‌افزایند که داستان‌های کاماندا از جنبهٔ ادبی و زیبایی بیان با زیباترین اشعار منثور قابل مقایسه‌اند و همین نویسندگان در شمارهٔ ۶۰۲ نوامبر ۱۹۹۸، به این نتیجه می‌رسند که: ((در چند لحظه، خواننده به دنیایی منتقل می‌شود که در آن عطرها، طعم‌ها، جادو، فضیلت‌ها و انسان‌ها در هم آمیخته می‌شوند تا به او داستان جهان را بگویند؛ داستان بین انسان‌ها یا حیوانات یا خود طبیعت. جدا از داستان‌پردازی، کاماندا اثر ادبی قابل‌توجهی را با شهرت جهانی نگاشته‌است.
نوشته‌های کاماندا به فرهنگ و تمدن تمام کشورهای آفریقایی نفوذ کرده‌اند و اصالت فرم و محتوای آثار وی شاهد این حقیقت است که نمی‌توان آثار وی را در طبقه‌بندی یک جنبش ادبی خاص قرار داد.
کاماندای شاعر به لطف غنای زبان ادبی خود و همچنین تسلط بر استعاره‌ها توانسته‌است که نفس و عظمت جدیدی بر شعر معاصر بدهد.
منتقدان و شاعران هم‌عصر نویسنده، همچون ماریو لوزی و لئوپولد سدار سنگور بر قدرت اشعار و تخیل غنی وی صحه گذاشته‌اند.
در شمارهٔ ۵۲۹، ژانویهٔ ۱۹۹۰ آمده‌است: ((گریهٔ شاعرانهٔ کاماندا ما را منقلب می‌کند و تا سر حد شاعرانگی دگرگونمان می‌کند. رنج بی‌ریشه شدن و دوگانگی‌ها، جستجوی عشق و امید. در اشعار مرثیه‌گونه‌اش، شکایت در حکم منبعی زایاست را که به زمین خشک می‌گوید بی‌تفاوتی نسبت به دیگران دیگر معنای خود را از دست داده‌است.
نبرد شاعر بسیار بنیادین و اساسی است، انتخاب کلماتش از چنان صراحتی برخوردار است که او را در صف بزرگترین شاعرانی قرار می‌دهد که آواز شوربختی و شفقت سر داده‌اند.
کاماندا همچون ویکتور هوگو خشمگین، مثل شارل پگی بهرمند از ادعیه‌ها و سراینده غزل‌هایی است نظیر پل الوار. کار او دربرگیرندهٔ تمامی الحان جهانی است که از آغاز تا پایان اعصار از صحبت کردن برای گوش‌های شنوا بازنمی‌ایستند)). کاماندا جایزه‌های زیادی را از آن خود کرده‌است، یکی از خاص‌ترین جوایز او جایزهٔ هردیا از آکادمی نرمال سوپریور فرانسه در سال ۲۰۰۹ برای اثر ادبی اش از انتشارات انتگرال است.